# 최지웅
최지웅(1970년 7월 3일 ~ )는 대한민국 출신의 배우이다.

## 학력
- 동국대학교 연극영화과

## 작품 활동

### 영화
- 《신 전래동화》 (2018년) - 일본인1 역
- 《대립군》 (2017년) - 서인대신 역
- 《컴, 투게더》 (2017년) - 동섭 역
- 《어떤살인》 (2015년) - 서장 역
- 《사도》 (2015년) - 내금위장 역
- 《만찬》 (2014년) - 경태 역
- 《스파이》 (2013년) - 전투경찰팀장 역
- 《범죄와의 전쟁: 나쁜놈들 전성시대》 (2012년) - 형배조직원 9 역
- 《홀리데이》 (2006년) - 철거 용역 대장 역
- 《태풍》 (2005년) - 씬 아버지 역
- 《미스터 소크라테스》 (2005년) - 기동대장 역
- 《바람의 파이터》 (2004년) - 야쿠자두목 역
- 《좋은 사람 있으면 소개시켜 줘》 (2002년) - 선배 역

### 드라마
- 《별이 되어 빛나리》 (2016년, KBS2)
- 《친구, 우리들의 전설》 (2007년, MBC) - 최진숙의 아버지 역
- 《에어시티》 (2007년, MBC) - 삼합회 중간보스 역
- 《연개소문》 (2006년, SBS)
- 《진짜 진짜 좋아해》 (2006년, MBC) - 보디가드 역
- 《내 인생의 스페셜》 (2006년, MBC) - 비서 역
- 《영웅시대》 (2004년, MBC) - 중앙정보부실장 역

### TVCF
- 2012년 《동서식품 맥심》,《삼성전자》